# Мартини, Симоне
Симо́не Марти́ни (итал. Simone Martini; ок. 1284, Сиена — 1344, Авиньон) — итальянский живописец периода проторенессанса сиенской школы.

## Биография
Наряду с Дуччо ди Буонинсенья и Амброджо Лоренцетти Симоне Мартини является крупнейшим сиенским художником первой половины XIV в. Точная дата его рождения неизвестна. Однако известна дата его смерти — в сиенском монастыре Сан-Доменико в записи об умерших от 4 августа 1344 года значится: «Мастер Симон, художник, умер в курии; погребение состоялось четвёртого дня в августе 1344 года». Джорджо Вазари в своём жизнеописании Симоне Мартини сообщает, что на его гробнице было указано, что художник скончался в возрасте шестидесяти лет, следовательно, дату его рождения можно отнести к 1284 году.

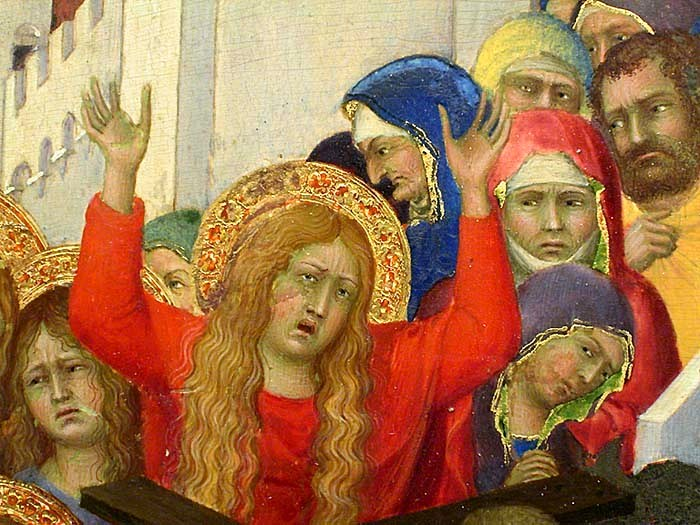
Несение креста. Деталь. 1335. Дерево, темпера. Лувр, Париж

О первых тридцати годах жизни художника нет никакой информации. Фердинандо Болонья, итальянский исследователь творчества Мартини, считает, что с 1312 по 1315 год Симоне часто приезжал из Сиены в Ассизи, где готовил рисунки витражей для капеллы Сан-Мартино. Первая достоверная работа Симоне — фреска «Маэста» в городской ратуше Сиены, на которой стоит дата (1315) и подпись «a man di Symone», то есть «работа Симоне». Этому же времени соответствуют две записи в расходных книгах сиенского казначейства — выдача 34 лир и 12 сольди 7 июня 1315 г., и 46 лир и 8 сольдо между 20 октября и 12 декабря того же года. Уже сам факт, что молодому художнику доверили столь ответственную работу в зале сиенского муниципалитета, свидетельствует о его известности и сложившейся к тому времени репутации . После фрески «Маэста» Симоне по всей вероятности работал над фресками в капелле Сан-Мартино в знаменитой базилике Сан-Франческо в Ассизи, которые завершил в 1317 году. Предполагается, (хотя это документально не подтверждено) что после этого художник работал в Неаполе над алтарём Святого Людовика Тулузского, поскольку тот был канонизирован именно в 1317 году. Некоторые учёные считают, что один из счетов анжуйского двора, в котором король назначает годовое жалование в 50 унций золота некоему «Simone Martini milite», то есть «Симоне Мартини, рыцарю», имеет прямое отношение к художнику, поскольку он вполне мог быть возведён в рыцари за личные заслуги, а также за то, что в своём творчестве выразил знаки почитания к Роберту Неаполитанскому, его семье и французскому королевскому дому. Однако такая интерпретация предположительна, хотя дарование звания рыцаря художникам такого уровня встречалось в позднем средневековье.
В 1319 году Симоне Мартини отправился в Пизу, где написал полиптих с семью отделениями, пределлой, верхней полосой и створками для доминиканского монастыря Святой Екатерины Александрийской. Полиптих был завершён в 1320 году и теперь хранится в Национальном музее Сан-Маттео, также в Пизе. Все остальные произведения этого периода не имеют точных дат, но атрибутируются по сходным стилевым характеристикам. В 1321 году имя Симоне появляется в записях сиенского казначейства — Биккерны — он получил плату за реставрацию собственной фрески «Маэста», которая к тому времени была испорчена проступившей влагой. В 1322—1323 годах в счетах Биккерны имя Симоне Мартини вновь несколько раз упоминается в связи с выплатами ему сумм за ряд неуточнённых работ в Палаццо Пубблико.
В 1324 году Симоне Мартини женился на Джованне, дочери художника Меммо ди Филиппуччо и сестре Липпо Мемми. Незадолго до этого, в январе-феврале 1324 года он приобрёл у своего тестя дом, а позднее преподнёс своей невесте щедрый подарок — 220 золотых флоринов. По свидетельству Петрарки, Симоне не отличался красотой, к тому же невеста была значительно моложе его, и можно только догадываться о причинах столь щедрого подарка. Эта женитьба ввела Симоне в семью Липпо, которой принадлежала успешная живописная мастерская, укрепила профессиональные и дружеские связи, которые поддерживались в течение всей жизни. Венцом этих отношений следует считать совместно выполненное «Благовещение» из галереи Уффици во Флоренции, в котором учёные до сих пор не могут отличить руку одного мастера от руки другого.
К 1320-м годам, вероятно, относится создание алтаря «Блаженного Агостино Новелло». В 1326 г. Мартини создал картину для Палаццо Капитано дель Пополо, которую в XV в. хвалил Лоренцо Гиберти, но она не сохранилась. В 1329—[[1330 годах Симоне Мартини создал два произведения для Палаццо Пубблико, которые тоже не дожили до наших дней. В 1330 году он написал фреску «Гвидориччо да Фольяно» в честь освобождения в 1328 году сиенской крепости Монтемасси. В 1333 году совместно с Липпо Мемми создал алтарь «Благовещение» (Уффици, Флоренция). Это его последняя известная работа перед отъездом в 1336 году в Авиньон.
Перемещение папского престола в Авиньон превратило этот маленький городок в центр итальянской культуры. В это французский город переезжали как отдельные художники, так и целые мастерские. Папская казна щедро оплачивала строительство и украшение новой резиденции.
Симоне был аристократическим художником, поддерживавшим связи в высших слоях общества, обслуживавшим и выражавшим своим искусством интересы анжуйской династии, папы и сиенского совета Девяти. Он сделал блестящую карьеру, превратившись из художника местного значения в европейского мастера, обслуживавшего папский престол. Его репутация в родной Сиене была безукоризненной.
30 июня 1344 года Симоне Мартини составил завещание. Вероятно, он был уже серьёзно болен и предчувствовал близкий конец. Написанный и засвидетельствованный флорентийским нотариусом, этот документ сообщает, что всё своё состояние (два дома, земли с виноградниками и солидная сумма денег) он своею волей поделил между супругой, племянницами Франческой и Джованной и детьми своего брата Донато. Своих детей у Симоне не было, поэтому раздача состояния племянницам и племянникам выдаёт в нём человека чадолюбивого и сентиментального. Через месяц с небольшим Симоне Мартини скончался в Авиньоне.

## Творчество. Ранний период
К раннему периоду творчества, то есть к произведениям, созданным до фрески «Маэста» в Палаццо Пубблико, ныне относят всего три работы, причём, все они не имеют точных дат создания и подписи художника. Считается, что Симоне прошёл школу обучения в мастерской Дуччо. Исходя из этого предположения, кисти Симоне исследователями была приписана «Мадонна с Младенцем» («№ 583» 1308—1310, Сиенская пинакотека).
Эта работа, с одной стороны, демонстрирует тесные связи Мартини с искусством Дуччо, со второй, в ней видны черты, характерные для работ Симоне Мартини. Другое раннее произведение — фреска с изображением Мадонны, открытая Энцо Карли и датированная им 1311—1314 годами. От прежней «Мадонны» в Ораторио Сан-Лоренцо-ин-Понте в Сан-Джиминьяно осталась только голова. Всё остальное было переписано в 1413 году художником Ченни ди Франческо. Однако лик Мадонны имеет явное сходство с ликом «Мадонны с младенцем № 583» из Сиенской пинакотеки. Третьим произведением является условно приписанная раннему периоду Симоне «Мадонна Милосердие» (Сиенская пинакотека). Это богато выполненная картина с использованием золота, серебра и цветных камней. В ней ещё различимо влияние Дуччо в трактовке персонажей, и в то же время видны некоторые новации. Однако вопрос о принадлежности этого произведения окончательно не решён.

## Маэста
Зал совета в Палаццо Пубблико был отстроен между 1304 и 1310 годами. Вскоре его стены начали украшать фресками; согласно архивному документу — с марта 1314 года. Вероятно, первой фреской была «Маэста» Симоне Мартини, законченная им к июню 1315 года. Это торжественная, полная иерархической строгости композиция, написанная, вне сомнения, под влиянием «Маэсты» Дуччо. Однако во фреске Мартини можно обнаружить творческое развитие. Во-первых, это композиция, представляющая собой разорванный эллипс, в центре которого уже не на мраморном, как у Дуччо, а на золочёном, словно бы вышедшем из очень дорогой ювелирной мастерской троне восседает защитница и владычица Сиены — Мадонна с Младенцем. Во-вторых, это создание иллюзии пространства при помощи красного кивория и столбов, на которых он крепится. В третьих, это убедительная объёмная «лепка» фигур и лиц. В нижнем ряду, так же, как у Дуччо, представлены святые покровители Сиены: Ансано, епископ Савин, Кресченций, и Виктор. Столбы, на коих крепится киворий, символически поддерживают апостолы Пётр, Павел, и Иоанн Богослов, а также Иоанн Креститель. В нижней части сохранилась длинная надпись: «1315 год совершил свой поворот/ Делия раскрыла прекрасные цветы/ И Юнона воскликнула „Я возвращаюсь!“/ Рукой Симоне Сиена изобразила меня». Особенностями этой фрески следует считать то, что она выполнена не только клеевой темперой. Это сложный, если можно так выразиться, «полуколлаж». Симоне делал в штукатурке насечки и вставлял цветные стёклышки, чтобы придать фреске сияние, а также использовал олово. Можно только представить, каким эффектным и сияющим было это произведение в 1315 году.

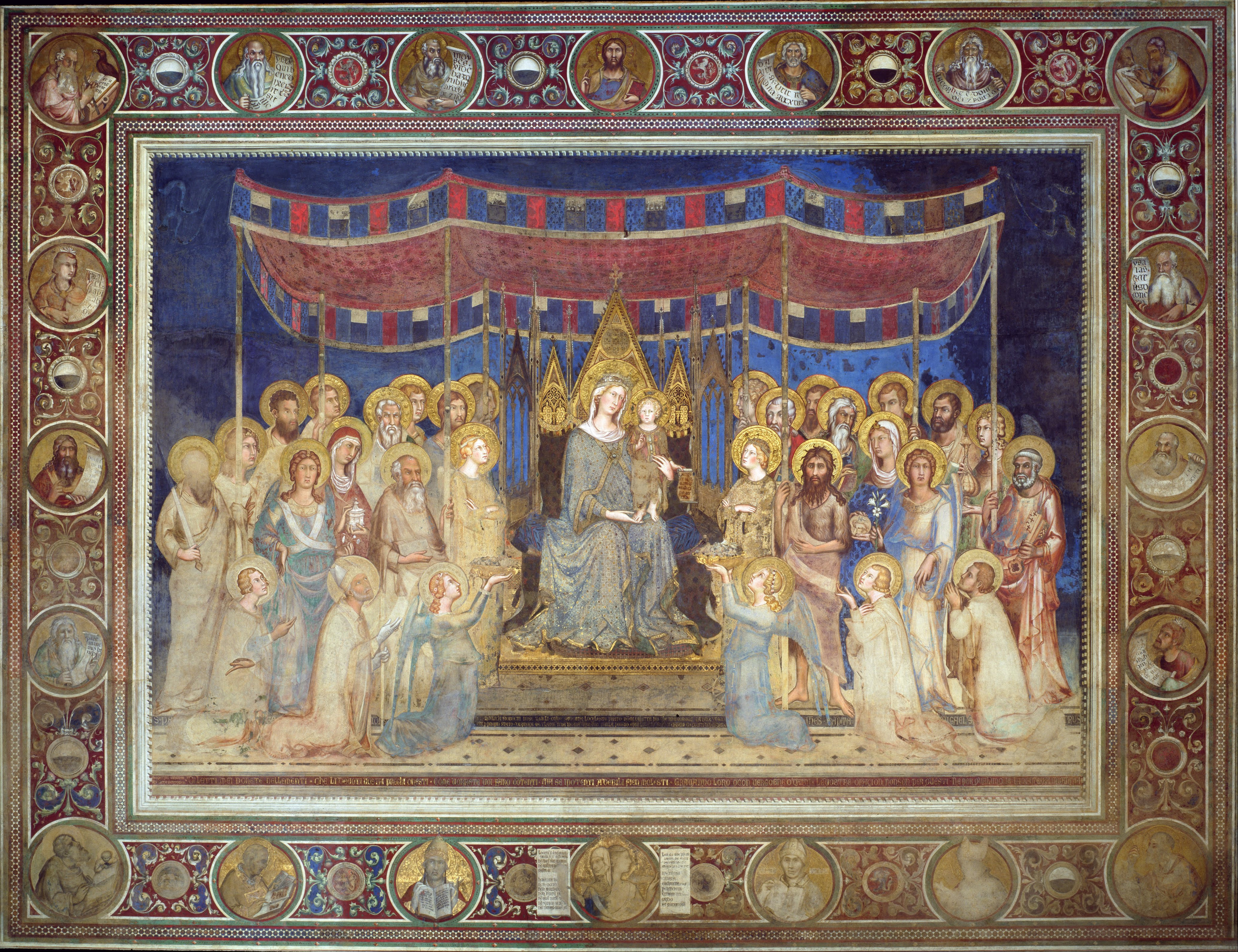
Маэста. 1315. Фреска. Палаццо Пубблико, Сиена

## Галерея

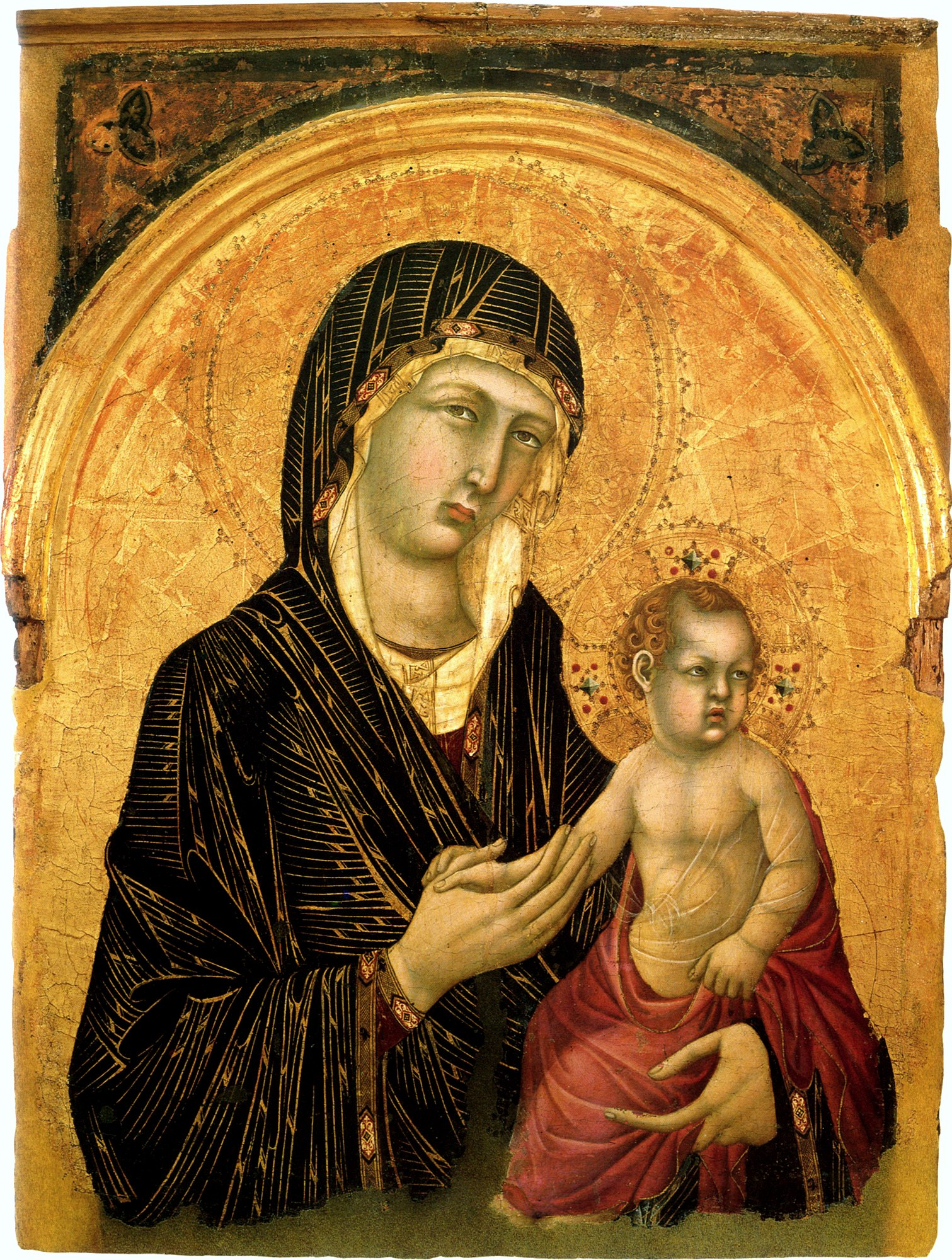
Мадонна с младенцем № 583. Между 1305 и 1310. Дерево, темпера, золочение. Сиенская пинакотека
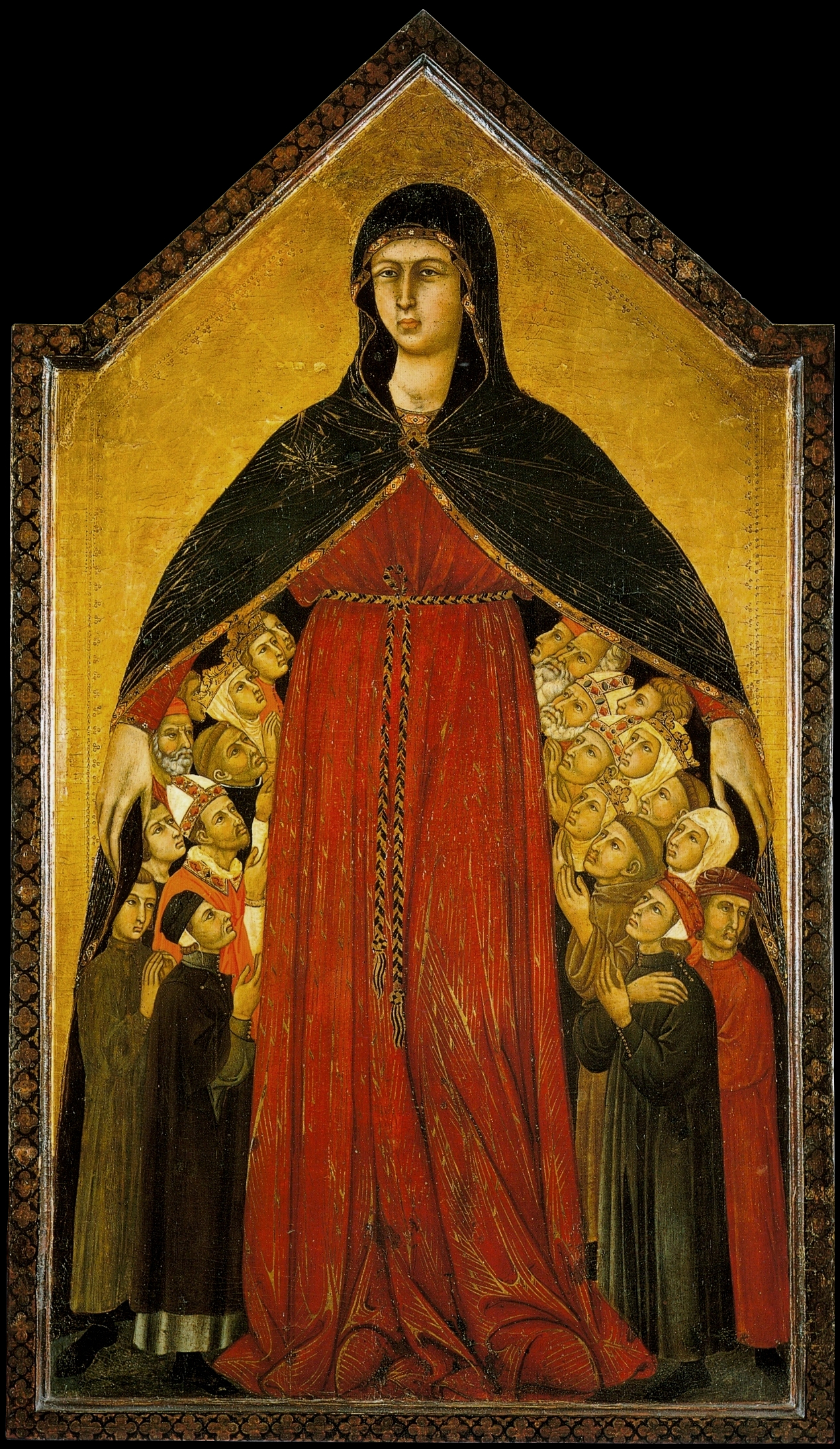
Мадонна с плащом Милосердия. 1308-1310. Дерево, темпера. Сиенская пинакотека
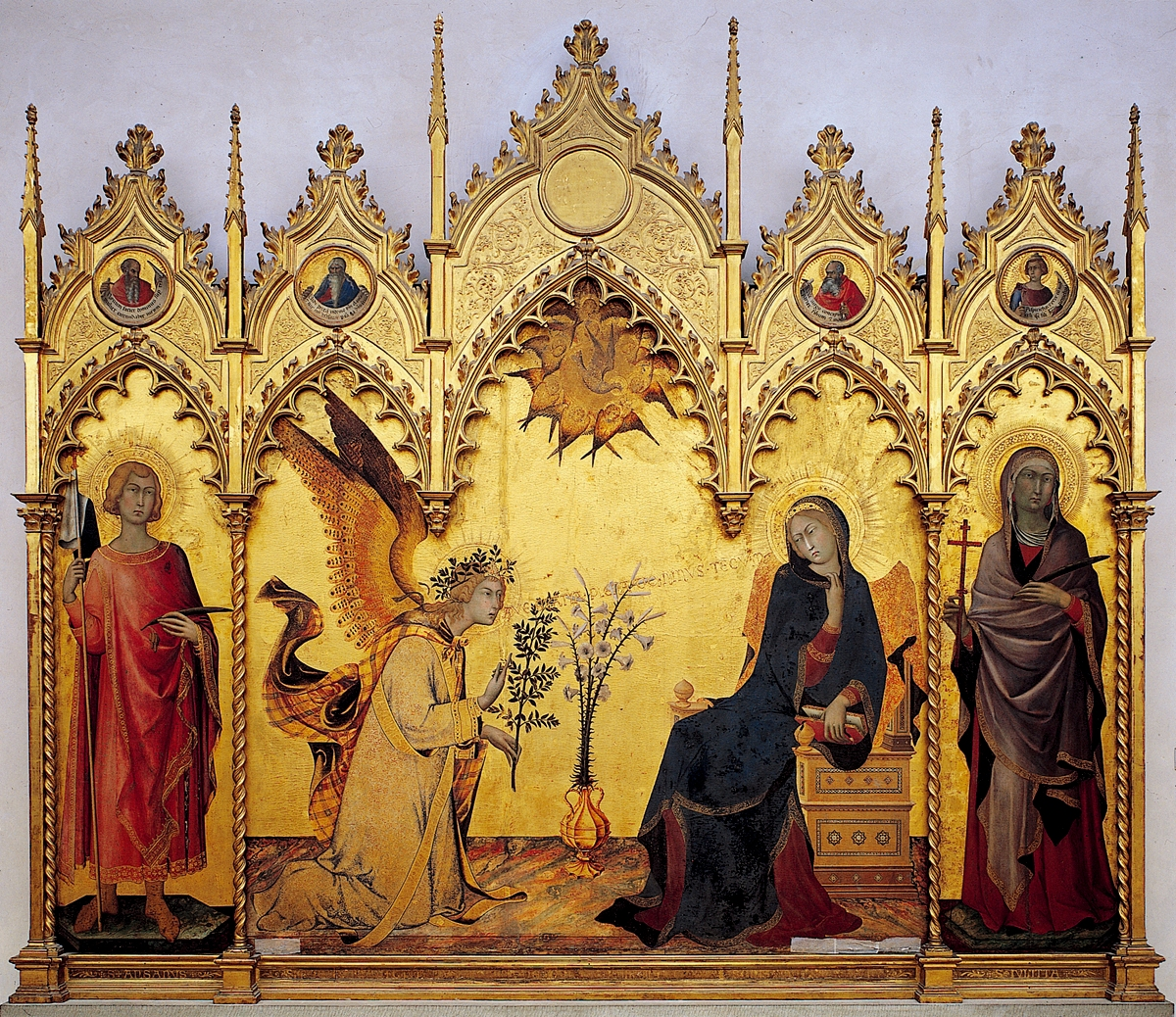
Симоне Мартини и Липпо Мемми. Благовещение. 1333. Дерево, темпера. Уффици, Флоренция
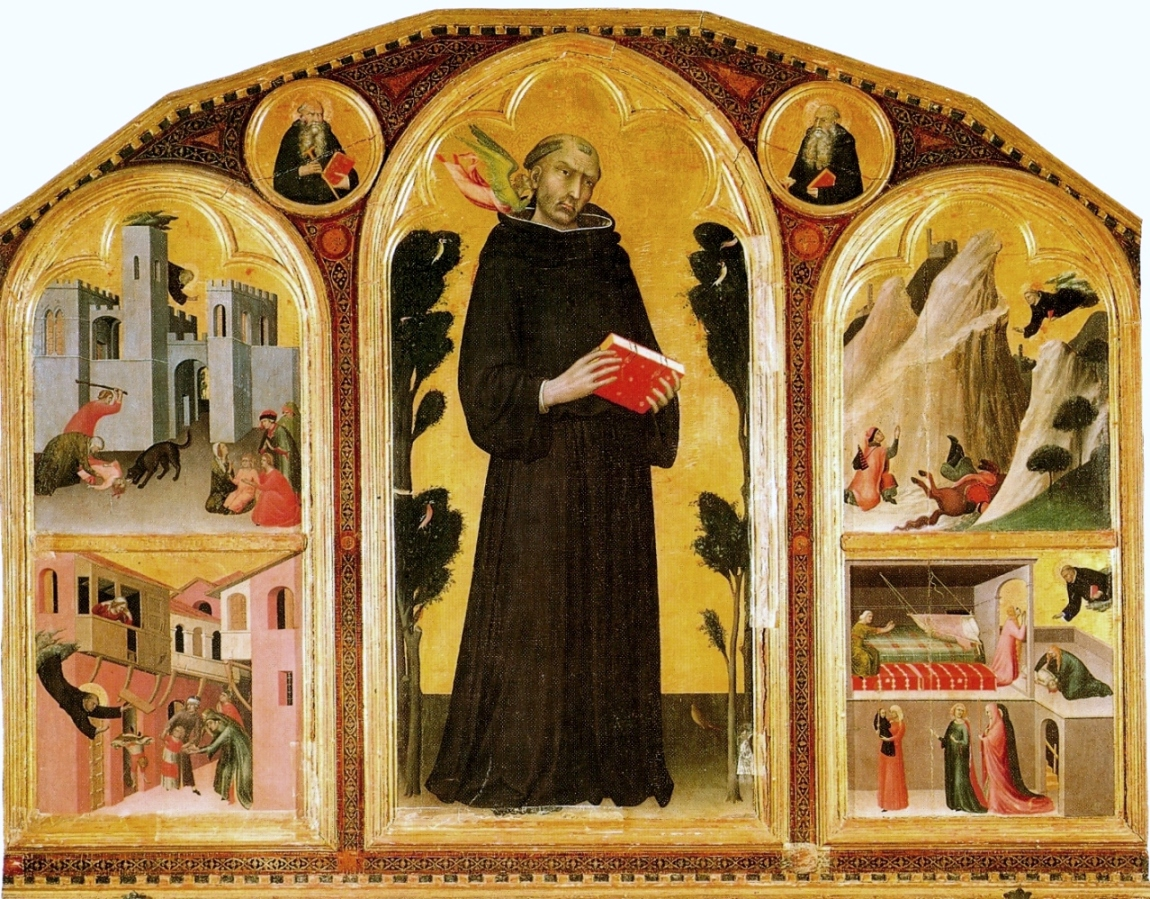
Алтарь Блаженного Агостино Новелло. 1324. Дерево, темпера. Сиенская пинакотека
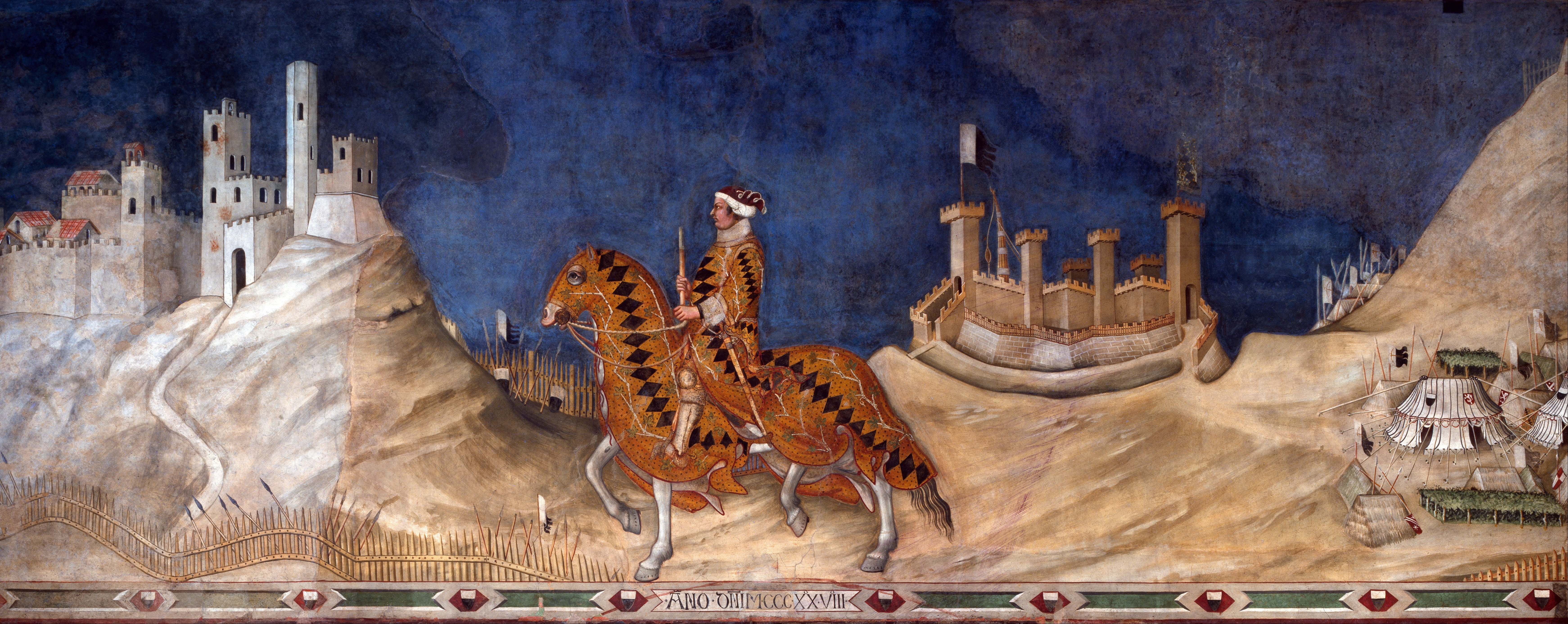
Гвидориччо да Фольяно. 1328. Фреска. Палаццо Пубблико. Сиена
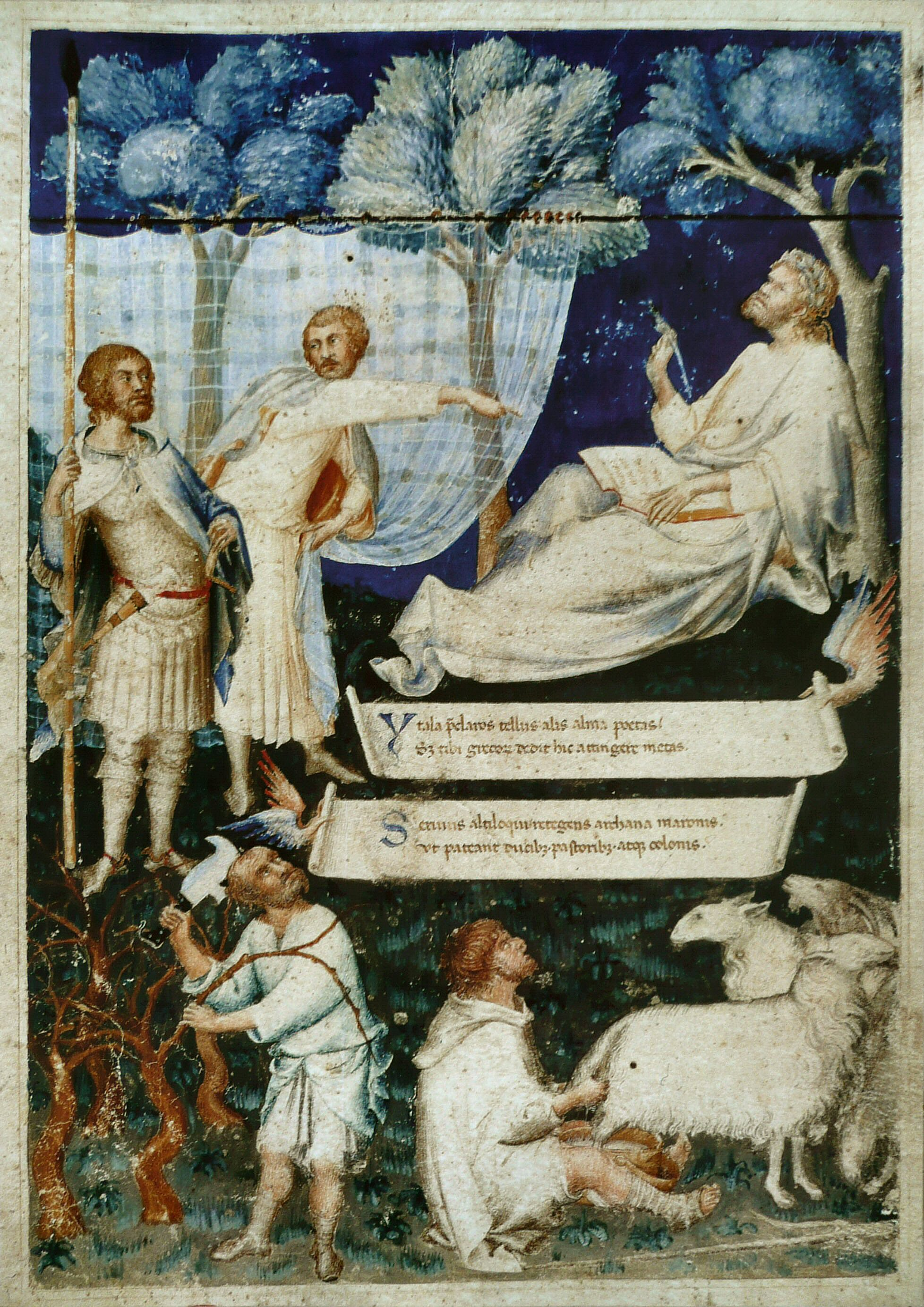
Фронтиспис к рукописи Вергилия, принадлежавшей Петрарке. 1340. Пергамент, гуашь. Амброзианская библиотека. Милан

## Фрески капеллы Сан-Мартино в Ассизи
Фрески в капелле Сан-Мартино нижней церкви Базилики Сан-Франческо в Ассизи были приписаны Симоне Мартини только в XVIII в. Это сделал один антиквар, а спустя столетие выдающийся мастер знато́ческой методики атрибуций Дж. Б. Кавальказелле.
Вкратце история появления этих фресок такова. Заказчиком строительства и украшения капеллы был бывший францисканский монах, ставший кардиналом с титулом Сан- Мартино-аи-Монти. Он принадлежал к ближайшему окружению папы Бонифация VIII. Папа Климент V отправил его с политической миссией в Венгрию. Между 1310 и 1312 годами он возвратился в Италию и получил задание перевезти папскую казну из Перуджи в Авиньон. В его расходной книге мартом 1312 года помечено выделение 1070 флоринов на воздвижение и отделку капеллы Сан-Мартино (или соседней капеллы Святого Людовика). Кардиналу не суждено было увидеть выполнение своего заказа — 27 октября 1312 года он скончался в Лукке по пути в Авиньон. Однако вскоре в здании нижней церкви Сан-Франческо была пробита стена, в результате чего погибли старые фрески, и пристроена капелла, которую позднее расписал Симоне Мартини.
Датировка этих фресок до настоящего времени вызывает дискуссии, однако большинство учёных согласны с датой «1317 год». Симоне Мартини изобразил десять сцен из жизни Святого Мартина Турского, основываясь на тексте «Золотой легенды» Иакова Ворагинского. Кроме этих десяти сцен он написал ещё несколько изображений святых, а также портрет заказчика — кардинала Сан-Мартино-аи-Монти, преклонившего колени перед Святым Мартином.

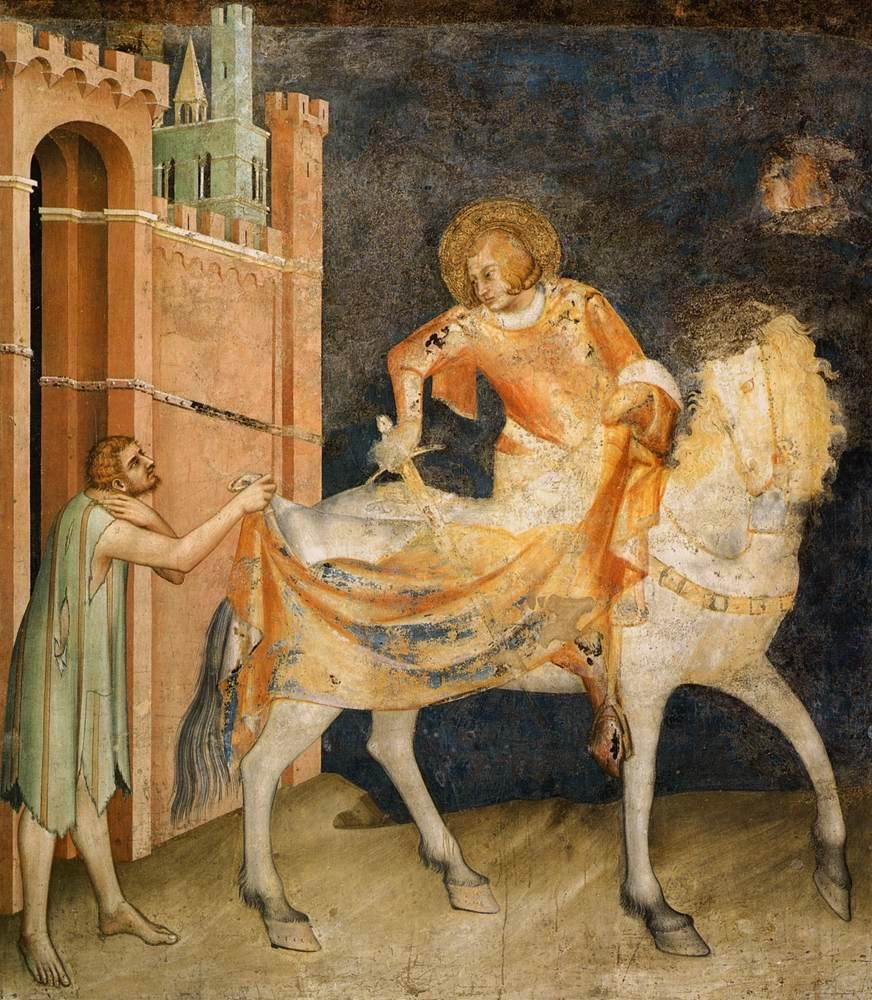
Мартин делит свой плащ с нищим
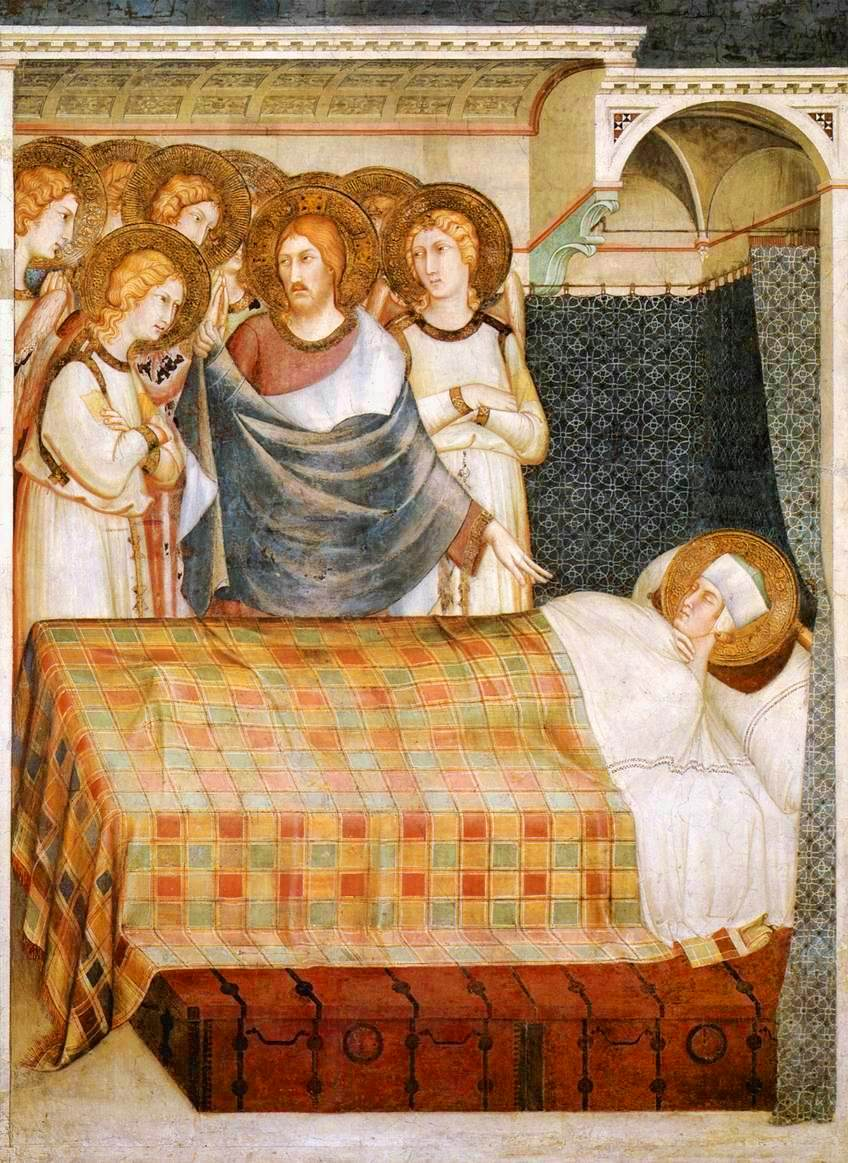
Сон Мартина
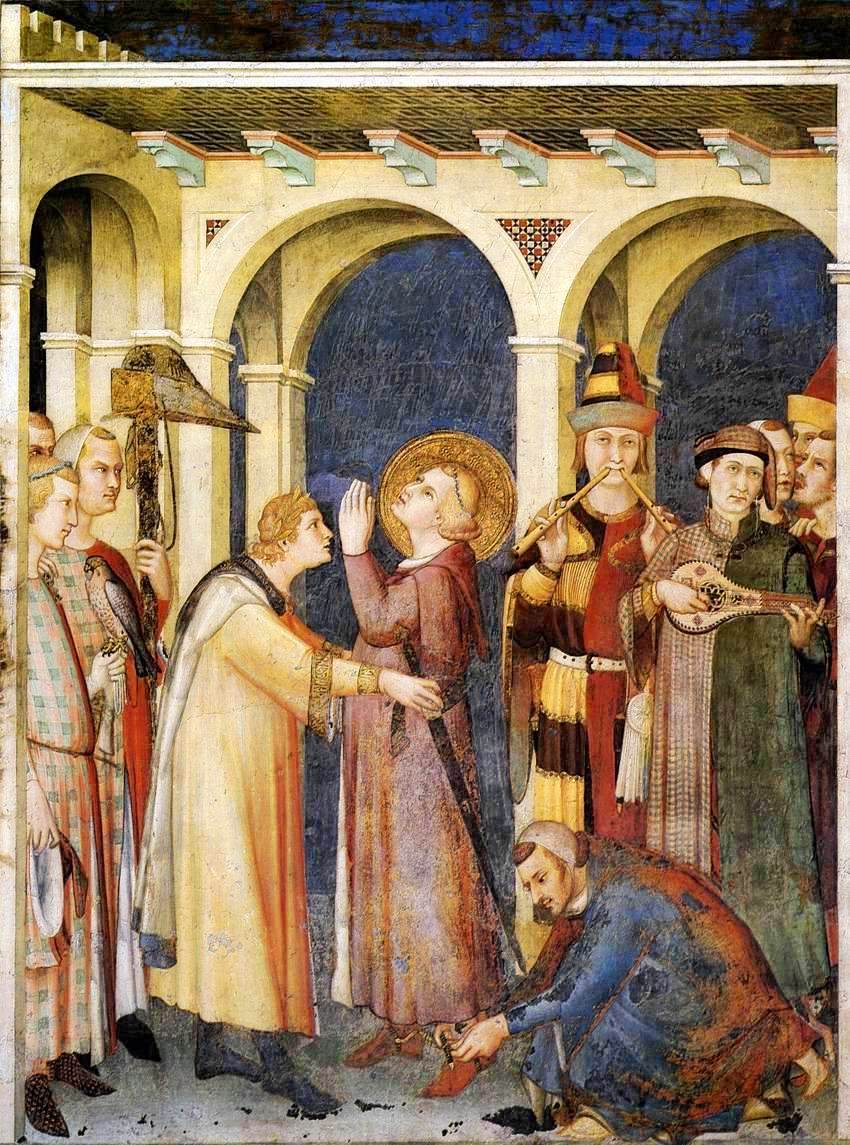
Посвящение в рыцари
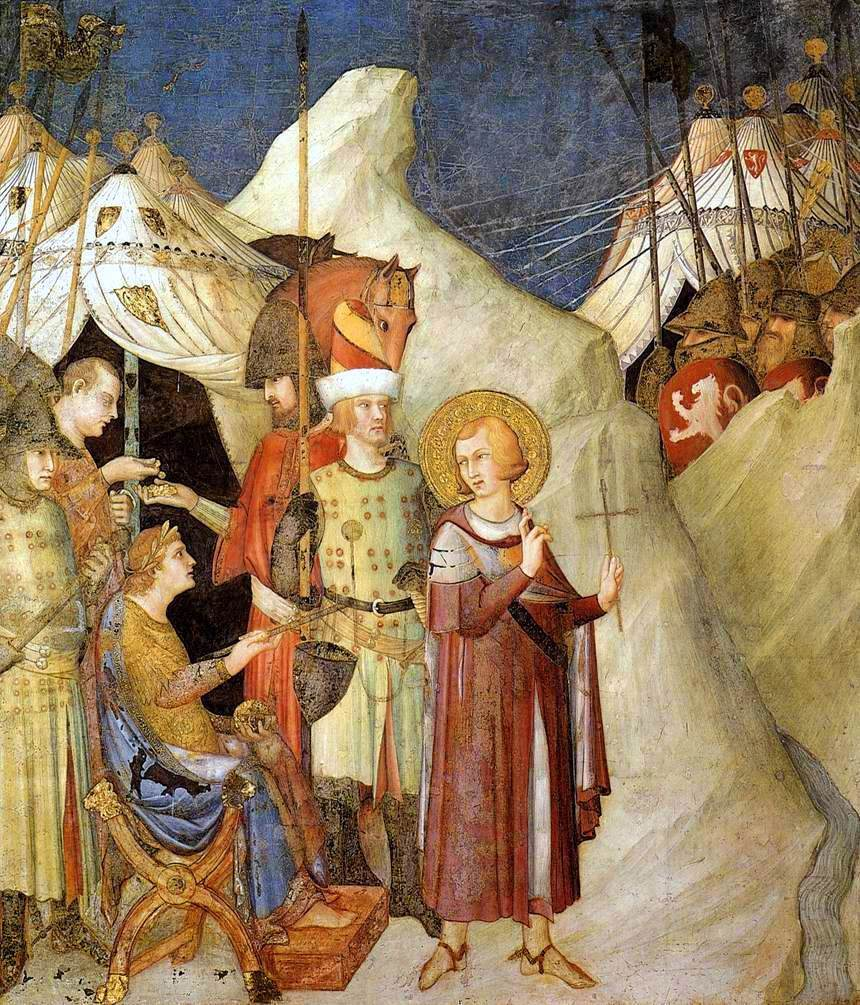
Отречение Мартина от оружия
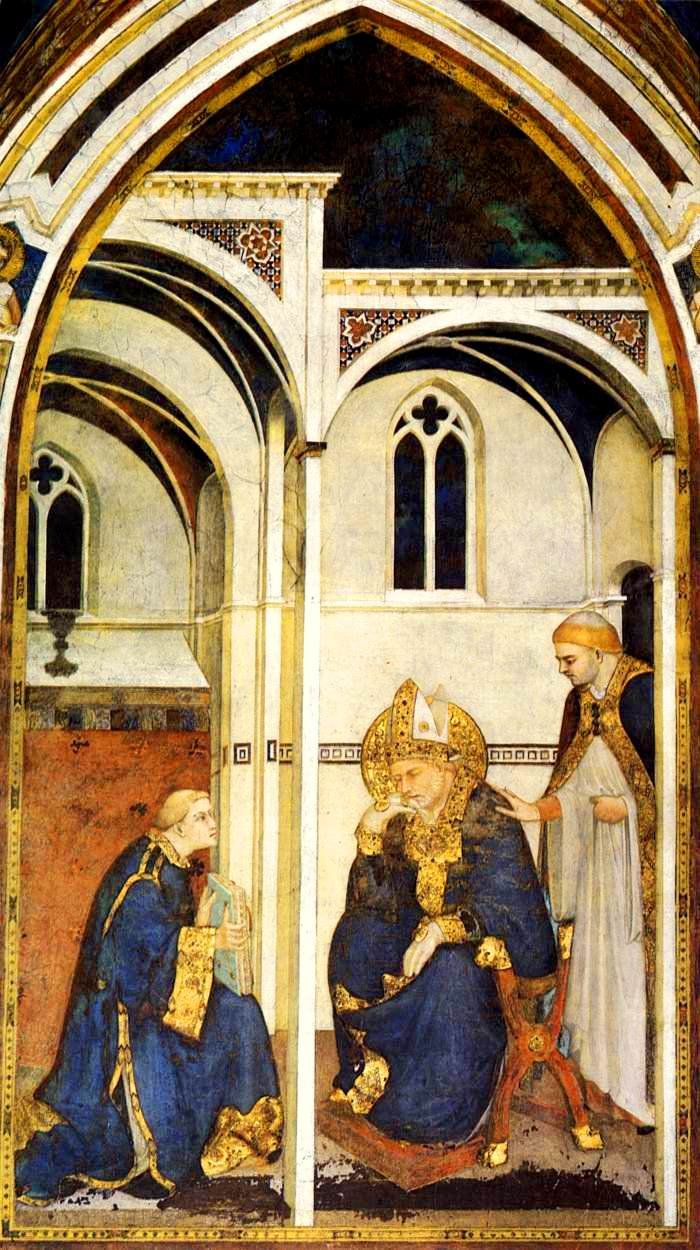
Видение святого Амвросия
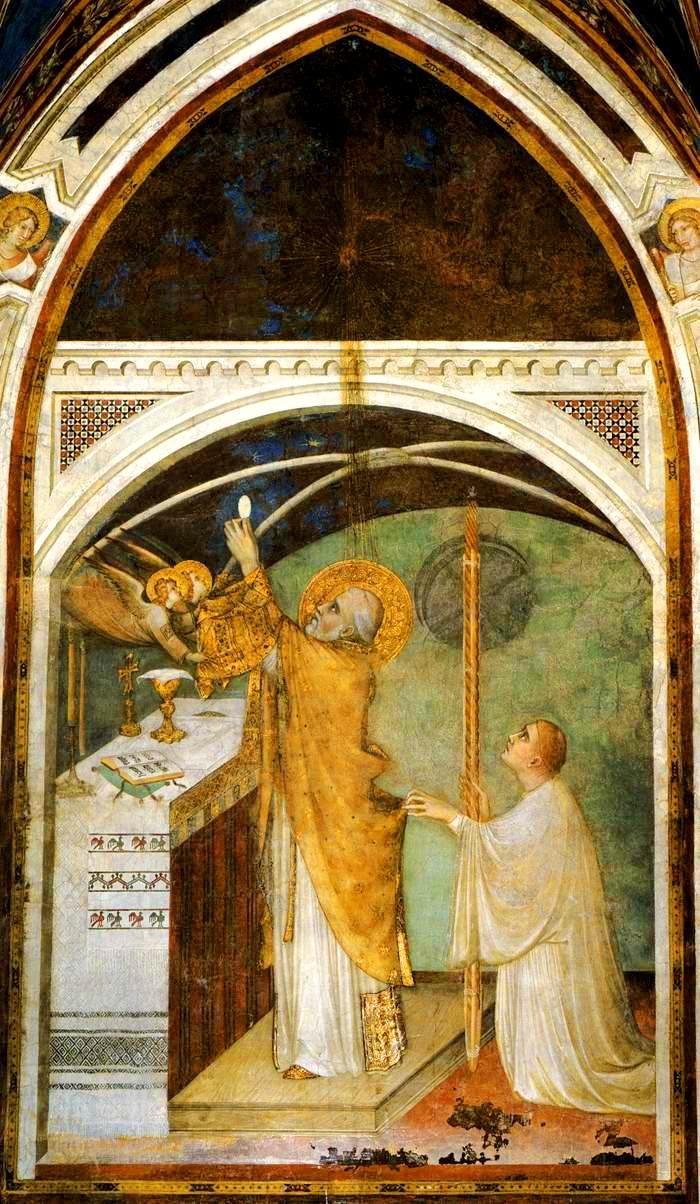
Чудо во время мессы
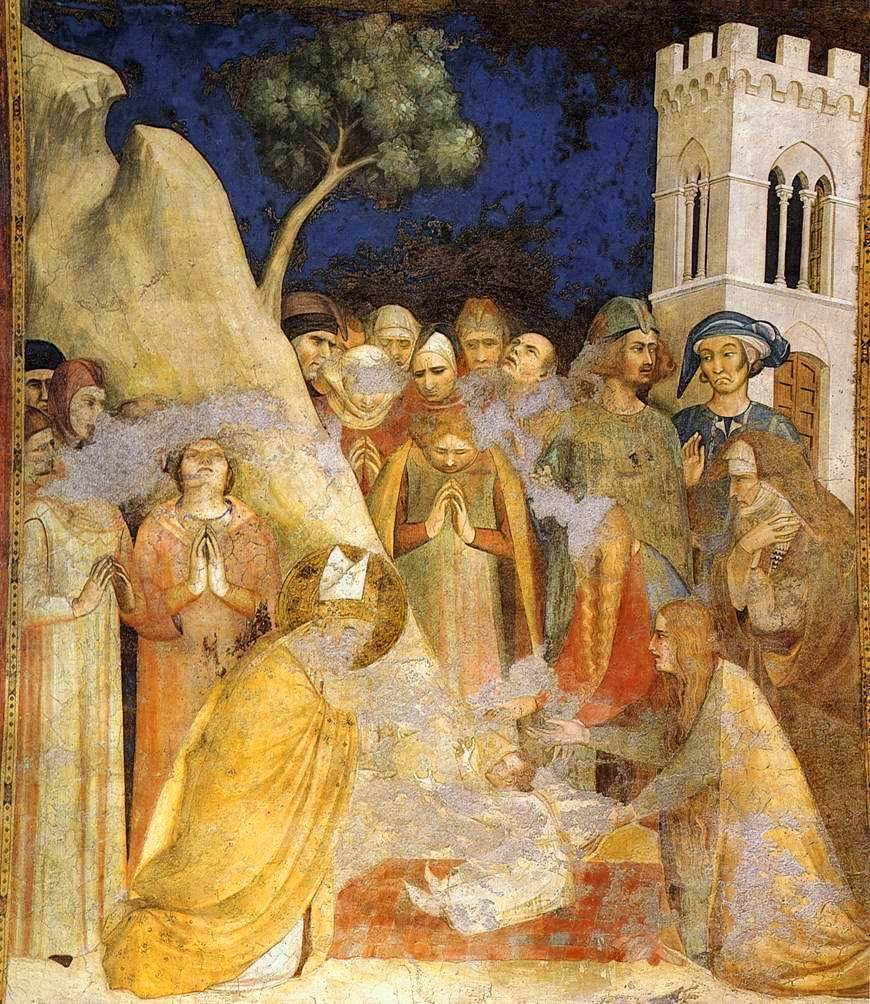
Чудо воскрешения мальчика
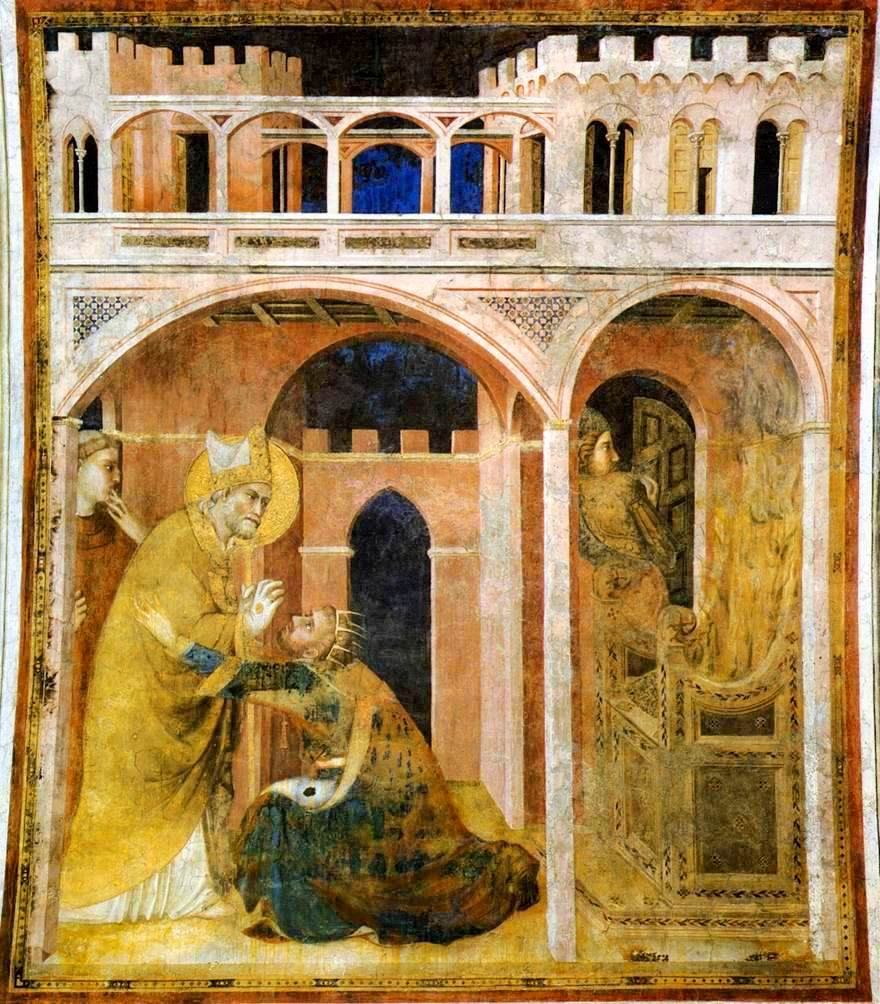
Чудо с огнём
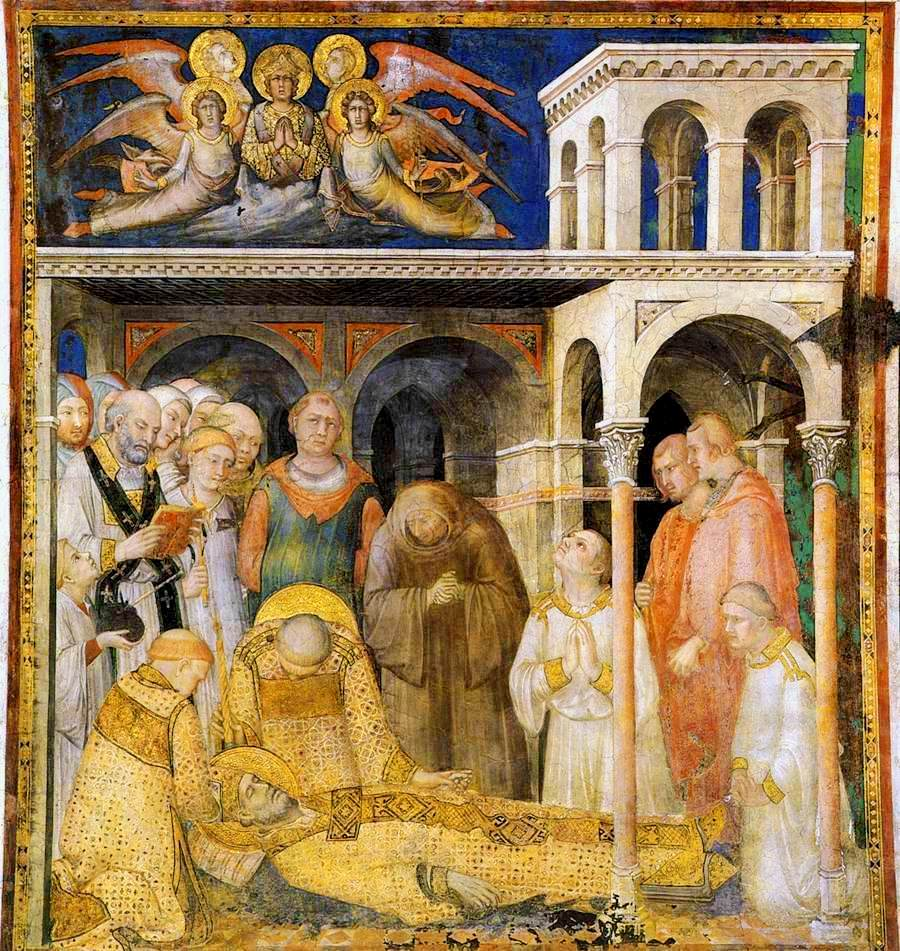
Смерть Мартина
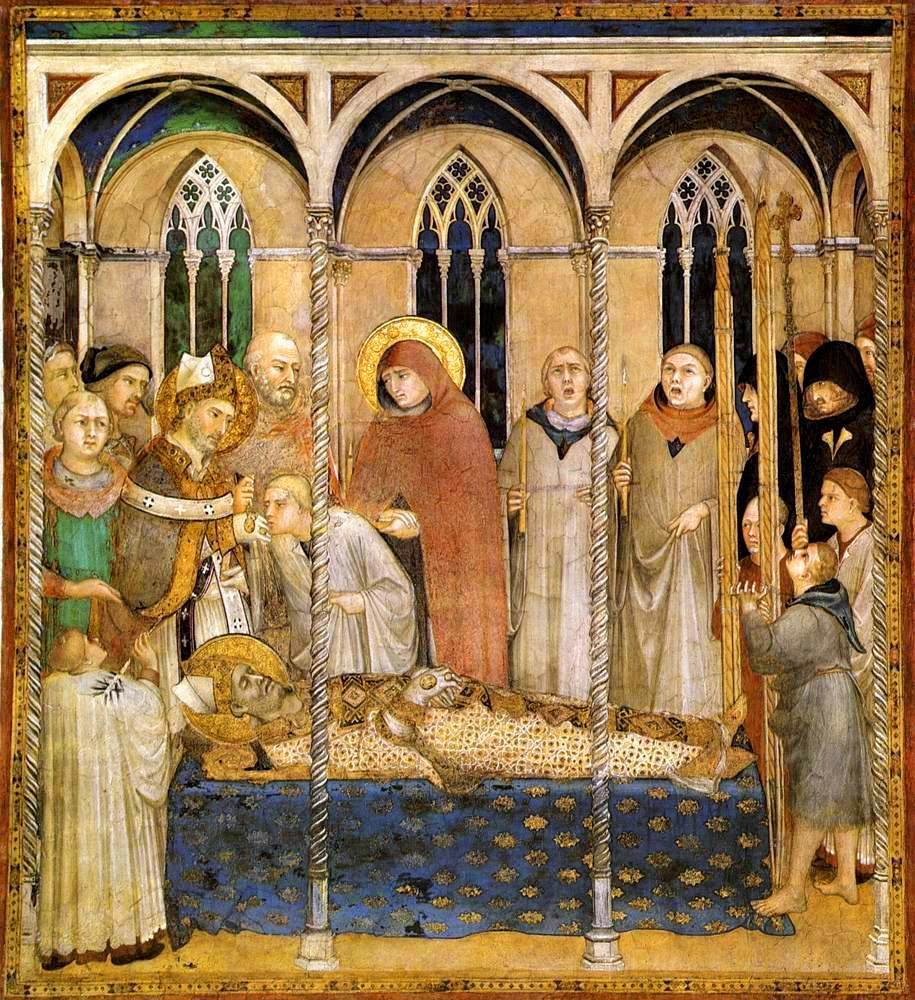
Похороны Мартина
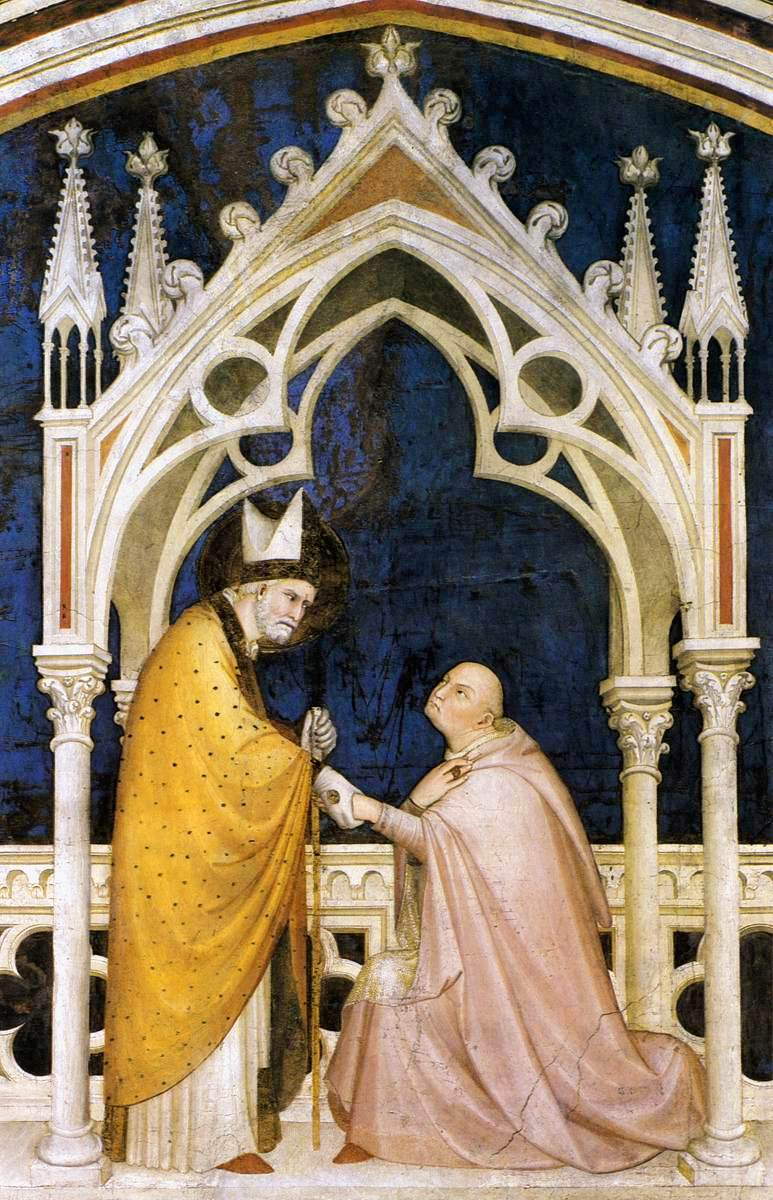
Заказчик капеллы кардинал Сан-Мартино-аи-Монти перед святым Мартином

## Алтари и полиптихи
С середины 1320-х годов известность Симоне Мартини вышла далеко за пределы Сиены. Его мастерская процветала. Из всех мастеров, работавших в ней, до наших дней дошли только имена брата Симоне — Донато, а также Липпо Мемми. Из многочисленной продукции, вышедшей из стен этой мастерской, до наших дней сохранилось немного. Первой созданной Симоне Мартини алтарной картиной считается «Алтарь Святого Людовика Тулузского» (1317, Музей Каподимонте, Неаполь), который он выполнил во время пребывания при дворе Роберта Неаполитанского. Алтарь представляет собой картину, на которой Людовик Тулузский коронует Роберта Неаполитанского, в то время как ангелы осеняют небесной короной самого Людовика. Символизм картины прозрачен: Людовик согласился стать епископом только при условии, что ему позволят вступить в францисканский орден, о чём он тайно договорился с папой Бонифацием VIII. Так он и прожил жизнь в бедности, чистоте и бессребренничестве. Однако Симоне в картине затушевал его бедность, изобразив Людовика в богатой и красивой одежде. В нижней части алтаря находится пределла, в которую вставлены пять картин со сценами из жития Людовика Тулузского.
Самый большой и сложный полиптих, к тому же документированный, известен под названием «Полиптих Святой Екатерины Александрийской». Ныне он хранится в музее Сан-Маттео в Пизе. В хрониках монастыря Санта-Катерина сохранилась запись о том, что в 1319 году «брат Петрус» приказал поместить в главном алтаре церкви прекрасную живопись «manu Symonis senesis» — работы Симоне из Сиены. На первый взгляд полиптих кажется простым изображением сорока трёх полуфигур святых и пророков, однако в действительности подбор святых представляет собой единую изобразительную программу, выражающую идею проповедничества, составляющую основу идеологии доминиканского ордена: у большинства персонажей полиптиха в руках изображены свитки или книги со священными текстами.
Следующим по времени считается так называемый «Кембриджский алтарь». Три из четырёх его створок ныне находятся в Музее Фицуильяма в Кембридже, а центральная панель с изображением Мадонны с Младенцем — в Музее Вальрафа-Рихарца в Кёльне. Этот полиптих датируется 1320—1325 годами.

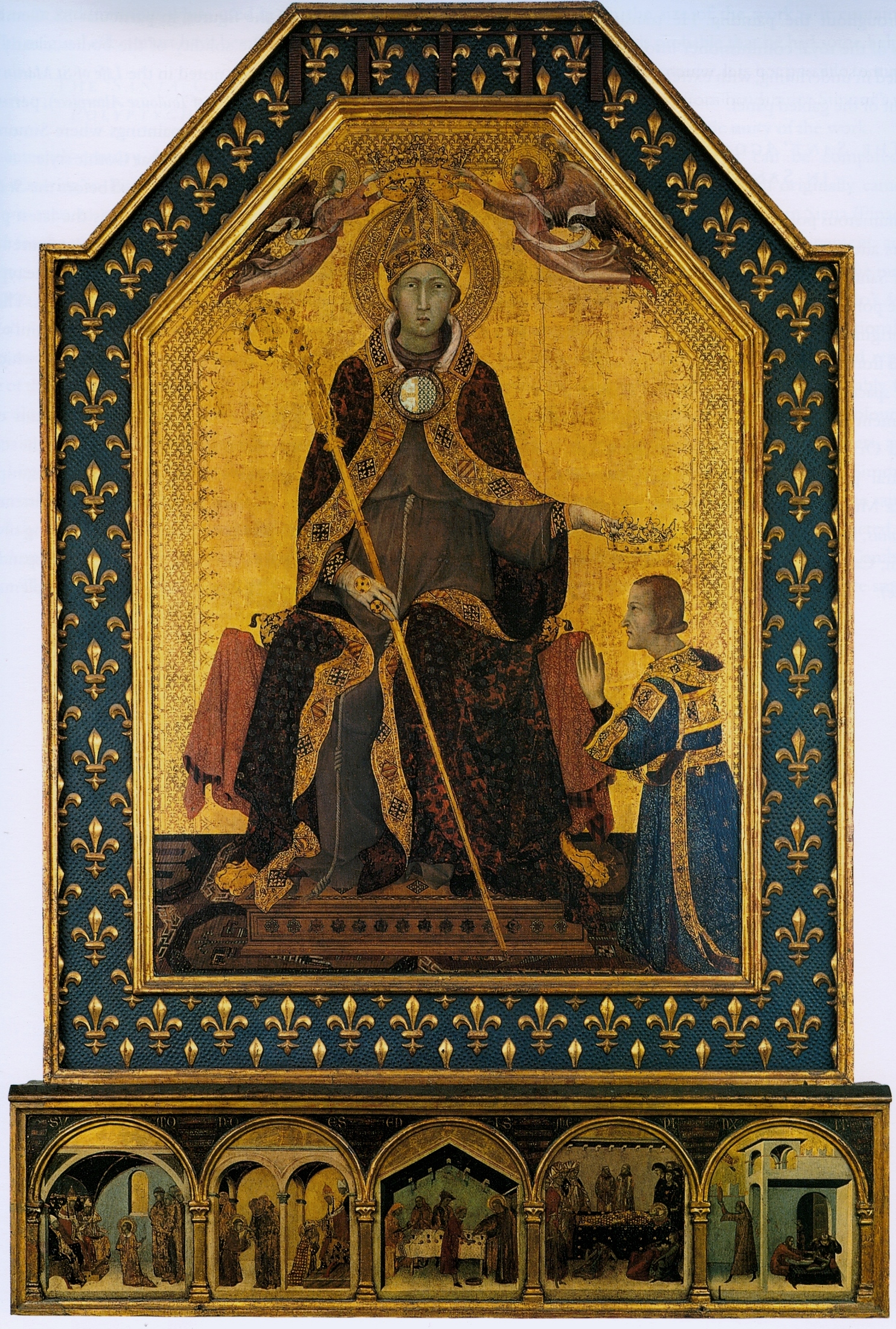
Алтарь Святого Людовика Тулузского. 1317. Дерево, темпера. Музей Каподимонте, [[Неаполь
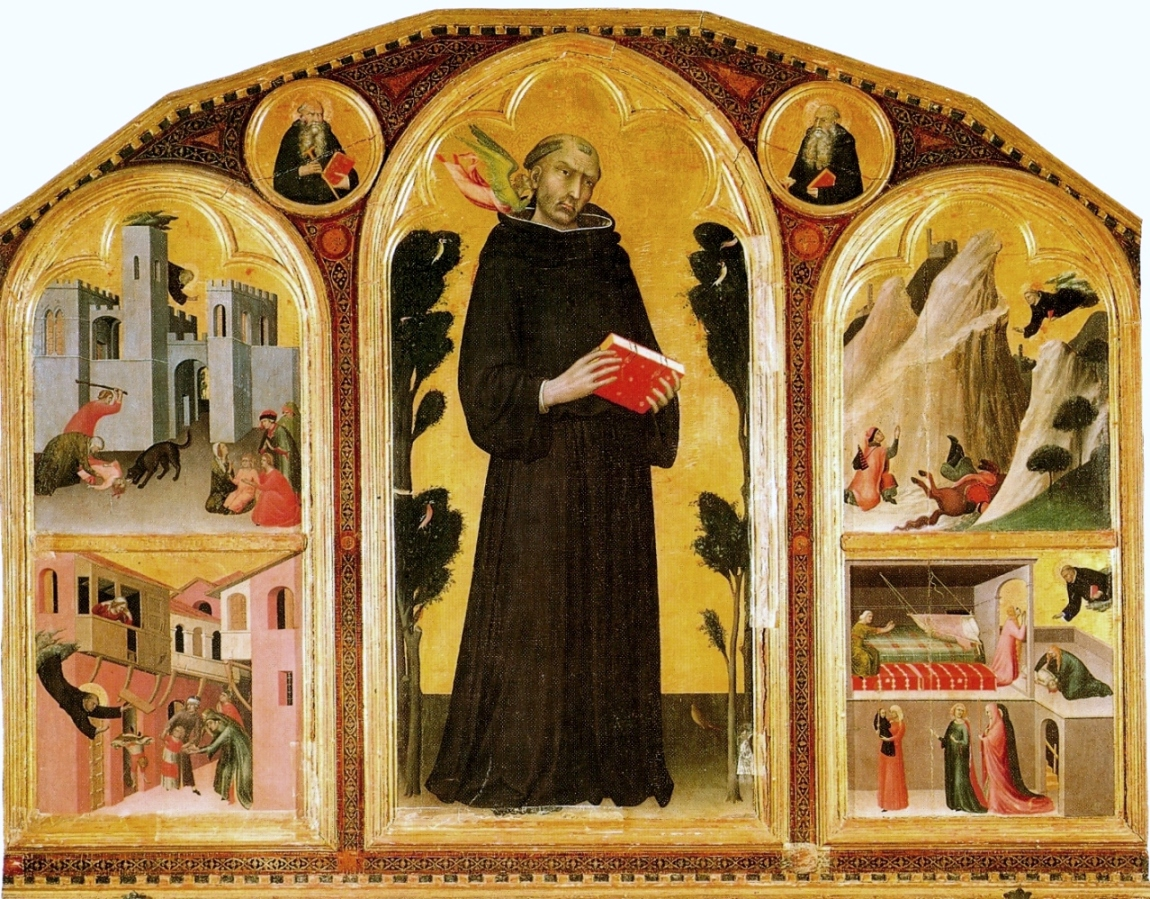
Алтарь Блаженного Агостино Новелло. 1324-1326. Деерво, темпера. Пинакотека, Сиена
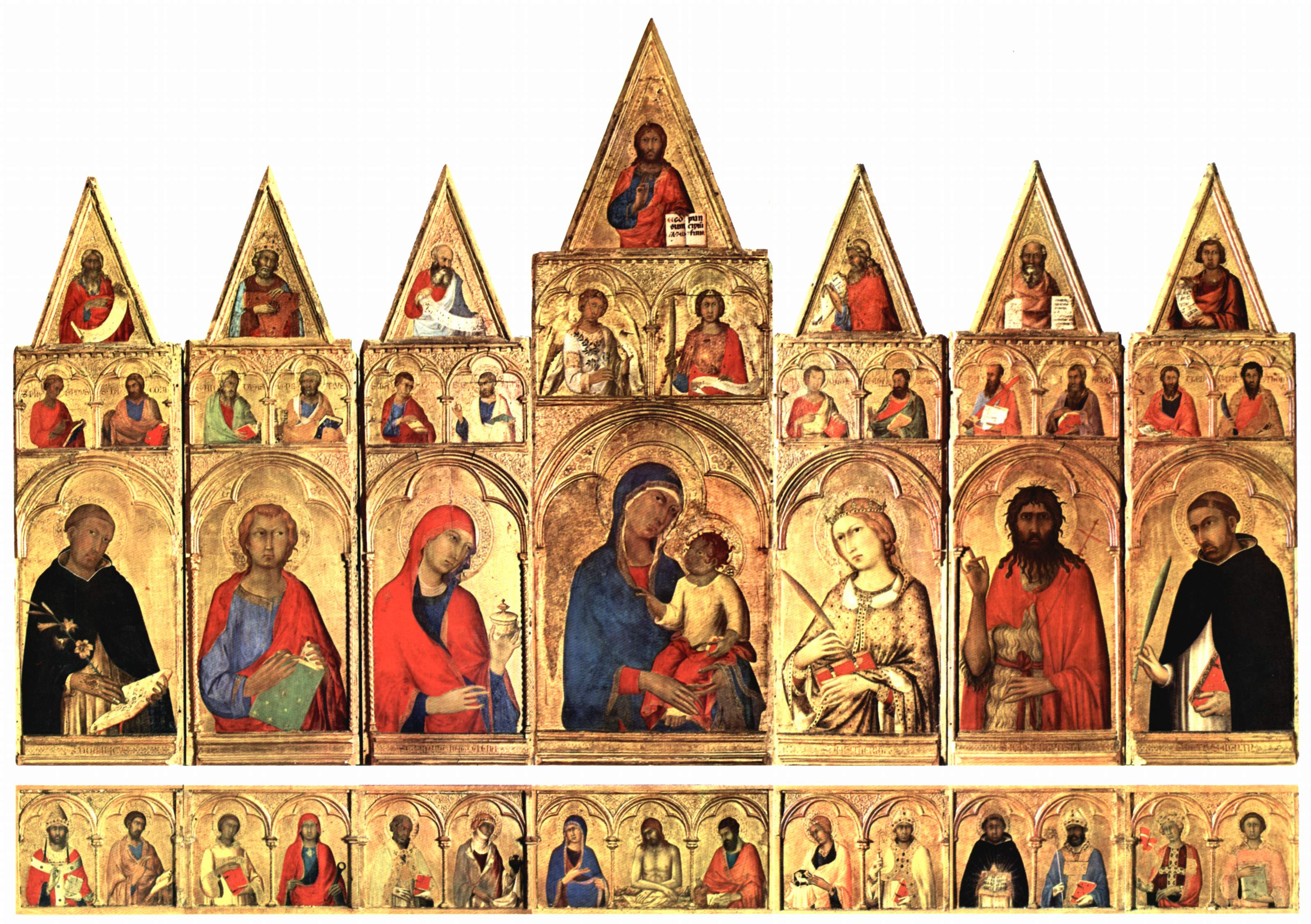
Полиптих Святой Екатерины Александрийской. 1319. Дерево, темпера. Музей Сан-Маттео, Пиза
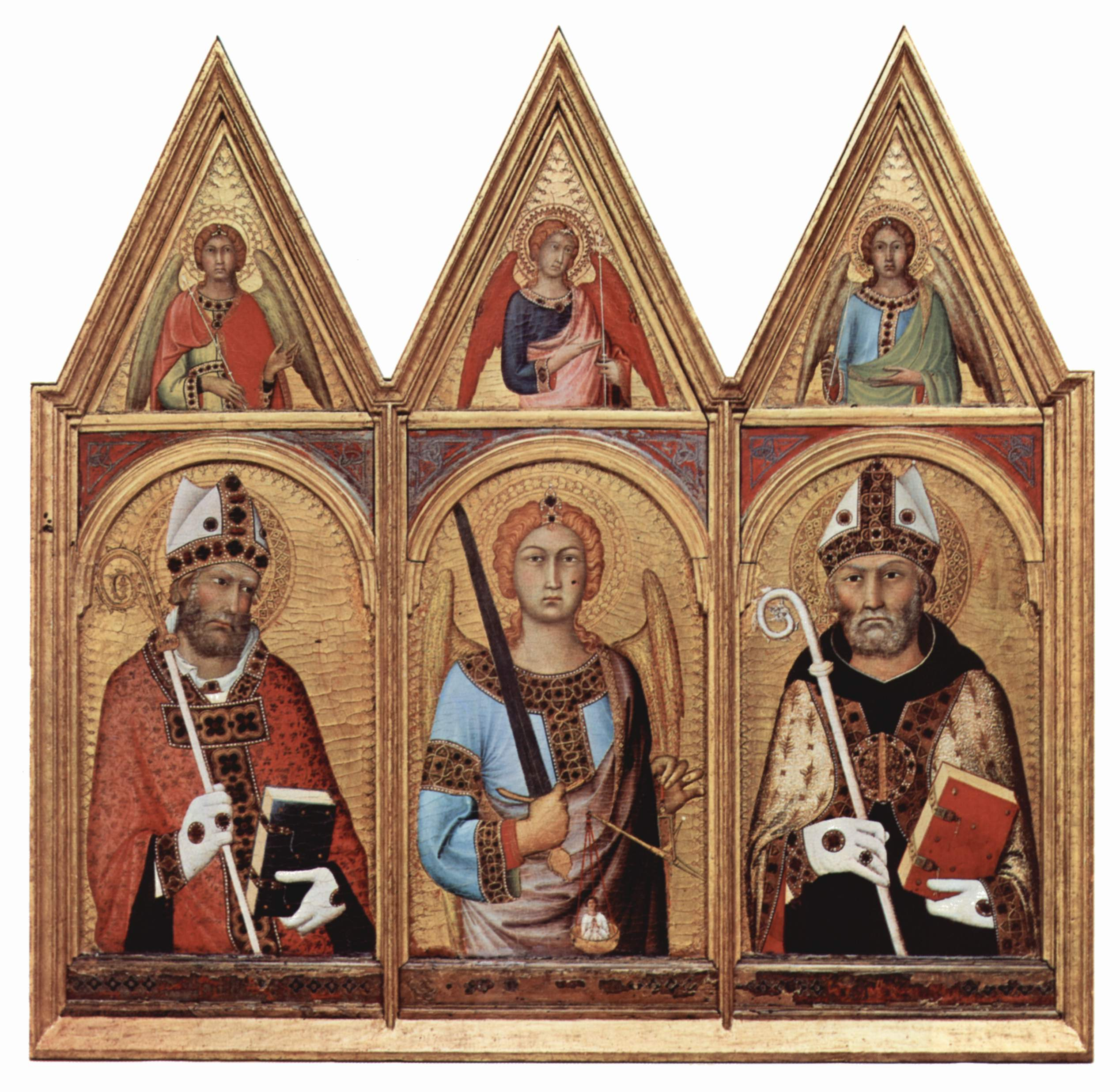
Кембриджский алтарь. 1320-1325. Музей Фицуильяма, Кембридж
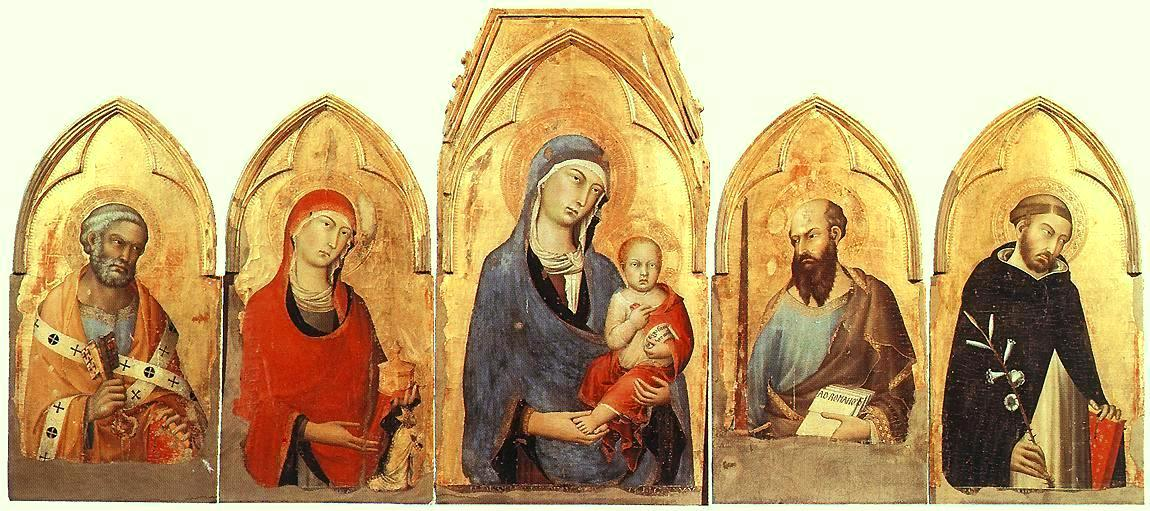
Алтарь из Орвието. 1320. Дерево, темпера. Музей произведений искусства собора, Орвието

К этому же периоду относятся ещё два полиптиха, написанные, по всей вероятности, во время работы мастерской Симоне в Орвието. Это полиптих из Музея Изабеллы Стюарт Гарднер в Бостоне, который ранее принадлежал церкви Санта-Мария-деи-Серви в Орвието, и полиптих из музея собора в Орвието. Обе работы датируются началом 1320-х годов. К этому же периоду причисляют ещё несколько изображений мадонн, разрозненных частей ещё одного полиптиха и большой расписной крест, находящийся ныне в церкви делла Мизерикордия, Сан-Кашано (Флоренция).
В середине 1320-х годов, женившись, Симоне устал от постоянных переездов и надолго поселился в родной Сиене. Специалисты считают, что это произошло в 1326 году. В этот период он создал «Алтарь Блаженного Агостино Новелло».
Агостино Новелло был современником Симоне. Этот святой изучал право в Болонском университете, стал личным советником короля Манфреда, затем вступил в августинский орден и был избран его генералом. Однако вскоре, бросив все светские и церковно-административные занятия, он отказался от общения с людьми и стал жить отшельником в Сан-Леонардо-аль-Лаго близ Сиены. В 1309 году отшельник Агостино умер, и культ его начал распространяться помимо воли и желания властей. Симоне изобразил его в виде задумчивого монаха-учёного с книгой в руках, на ухо которому что-то шепчет ангел, а по сторонам написал четыре чуда, сотворенные им: «Чудо с ребёнком, которого покусал пес», «Спасение мальчика, свалившегося с балкона», «Воскрешение младенца, выпавшего из люльки» и «Чудо с рыцарем, упавшим в пропасть».

К так называемому «второму сиенскому периоду» в творчестве Симоне Мартини относят и знаменитую фреску с конным портретом Гвидориччо да Фольяно. Вокруг неё в учёной среде продолжаются споры. Спорят обо всем: начиная с того, принадлежит ли фреска работе Симоне Мартини и кончая тем, в честь какого события она написана. На фреске, скорее всего, изображена реальная местность с крепостью и городом; однако сам портрет Гвидориччо выпадает из пространства картины, существует как бы сам по себе и кажется эмблемой или печатью, поставленной на документ. Левая нога его коня стоит уже не на земле, а на обрамлении картины.
И последнее произведение, созданное Симоне Мартини перед отъездом в Авиньон, — это прославленное «Благовещение» из галереи Уффици. За рамой, изготовленной в XIX в., можно прочитать надпись: «Симон Мартини и Липпо Мемми из Сиены написали в 1333 году». Этот продукт совместного творчества был создан для алтаря святого Ансана в Сиенском соборе. Алтарная картина прекрасно сохранилась, в ней недостает только фигуры Бога-Отца в центральном тондо. Она полна готической изысканности, а в фигуре Мадонны, может быть, есть даже некоторая манерность. На боковых створках сцены Благовещения изображены святой Ансан и святая Максима Римская. От архангела Гавриила, принесшего Богоматери благую весть, исходит начертанная на золоте фраза: «Радуйся, Благодатная! Господь с Тобою!». По поводу этой работы Симоне не одно десятилетие идут споры: где рука Симоне, а где рука Липпо.

## Авиньон
О том, что Симоне в начале 1336 года уже был в Авиньоне, специалисты сделали вывод на основании двух сонетов Петрарки, написанных 4 ноября того же года. В этой поездке художника сопровождали члены семьи и несколько помощников по мастерской. Протекцию Симоне составил один из кардиналов, возможно, Якопо Стефанески, который тоже переехал в новую папскую резиденцию и по заказу которого Симоне расписывал в Авиньоне церковь Нотр-Дам-де-Дом. Фрески очень плохо сохранились. Мартини и Петрарку связывала большая дружба. Известна история, связанная с портретом Лауры, возлюбленной Петрарки, который написал для него Симоне. К авиньонскому периоду относится миниатюра, созданная Симоне Мартини в рукописи Вергилия, принадлежавшей Петрарке. Несмотря на двух вполне средневековых рыцарей, портрет Вергилия, а также буколические крестьяне в нижней её части вызывают в памяти античную эпоху. В ней ощущается не столько готический, сколько ренессансный дух.
От авиньонского периода остался ещё один полиптих, створки которого ныне находятся в разных музеях. Это полиптих с изображением Страстей, две створки которого, «Распятие» и «Снятие с креста», находятся в королевском музее изящных искусств в Антверпене, одна — «Несение Креста» в Лувре в Париже, и ещё одна — «Положение во гроб» — в Берлинской картинной галерее. Предполагается, что это небольшое произведение заказал Симоне Наполеоне Орсини, скончавшийся в авиньонской курии в 1342 году, поэтому его обычно именуют «Полиптих Орсини».
И наконец мастерски сделанная картина «Святое семейство», хранящаяся ныне в ливерпульской художественной галерее Уолкер. Это иконографически редкий сюжет, в котором изображён момент, когда Иосиф Обручник, три дня искавший Иисуса, беседовавшего все эти три дня с учителями в Иерусалимском храме, приводит его домой к Матери. Мария упрекает Сына (в раскрытой книге на Её коленях латынью написано: «Чадо, что ты сделал с нами?»), в то время как Иосиф лишь мягко Его корит. В картине тонко и психологически верно передана ситуация. В нижней части картины оставлена надпись «Symon de Senis me pinxit sub a.d. MCCCXLII» — «написано Симоне из Сиены в 1342 году». Это последнее из ныне известных произведений Симоне Мартини. Через два года художника не стало.

## Произведения художника
- martini-simone
- SIMONE MARTINI